# Mata'aho
Mata'aho  es una localidad del distrito de Kolomotu'a, en Tonga. Tiene una población de 289 habitantes en 2021.